# Árbol de juego

Gráfica de un árbol de juego.

En teoría de juegos, un árbol de juego es un grafo dirigido de tipo árbol cuyos nodos representan posiciones en el juego y cuyas aristas representan movimientos de los jugadores. Cualquier sucesión de jugadas puede representarse por un camino conexo dentro del árbol de juego. Si el juego acaba siempre después de un número finito de pasos, entonces el árbol tiene un número finito de nodos.
El número de nodos en el árbol completo de un juego es el número de todas las posibles jugadas. Por ejemplo, para el juego de las 3 en raya hay 255.168 nodos.
- Datos: Q1377033

:)